# Pierre Teuwens
Pierre-Gérard Teuwens (Lommel, 26 februari 1774 – Hasselt, 14 oktober 1833) was een lid van het Belgisch Nationaal Congres.

## Biografie
Pierre Teuwens werd vermeld als industrieel (wellicht jeneverstoker) toen hij verkozen werd als lid van het Nationaal Congres voor het arrondissement Hasselt. Hij werd er onder de katholieke vertegenwoordigers gerekend en stemde meest altijd met de meerderheid.
Hij nam het initiatief een wetsvoorstel in te dienen dat over de jeneverstokerijen ging en hij kreeg goedkeuring om het verder in commissievergadering te laten onderzoeken. Dit was zijn enige tussenkomst.
Nadat het Congres was beëindigd keerde Teuwens naar Hasselt terug, waar hij gemeenteraadslid was.